# Autoroute A 33
Die Autoroute A 33 ist eine französische Autobahn mit Beginn in Nancy und Ende in Saint-Nicolas-de-Port. Sie hat eine Länge von 27 km.

## Geschichte
- 1956: Eröffnung Laxou – Lupcourt (A 31 – fin provisoire), (1. Fahrbahn)
- 1958: Eröffnung Lupcourt – Saint-Nicolas-de-Port (fin provisoire – Abfahrt 4), (1. Fahrbahn)
- 1960: Eröffnung Saint-Nicolas-de-Port – Hudiviller (Abfahrt 4 – N 4), (1. Fahrbahn)
- 1975: Eröffnung Laxou – Ludres (A 31 – A 330), (2.  Fahrbahn)
- 1990: Eröffnung Ludres – Saint-Nicolas-de-Port (A 330 – Abfahrt 4), (2. Fahrbahn)
- 1993: Eröffnung Saint-Nicolas-de-Port – Hudiviller (Abfahrt 4 – N 4), (2. Fahrbahn)